# طبقة جوية عاكسة
طبقة جوية عاكسة Appleton layer هي طبقة في الغلاف الجوي المتأين (الأيونوسفير) على ارتفاع يقارب من 300 كم فوق سطح الأرض, تقوم هذه الطبقة بعكس أمواج الراديو القصيرة الموجه نحو الأرض, وتعرف هذه الطبقة أيضاً بطبقة F2.